# Ericeia plaesiodes
Ericeia plaesiodes är en fjärilsart som beskrevs av Turner 1932. Ericeia plaesiodes ingår i släktet Ericeia och familjen nattflyn. Inga underarter finns listade i Catalogue of Life.